# Rawh ibn Hàtim al-Muhal·labí
Rawh ibn Hàtim ibn Qabissa ibn al-Muhàl·lab ibn Abi-Sufra al-Muhal·labí o, més senzillament, Rawh ibn Hàtim al-Muhal·labí fou un membre de la família muhal·làbida que fou governador o valí del Sind i d'Ifríqiya.
Es va passar als abbàssides a Bàssora a petició de Qàhtaba ibn Xabib. Va prendre part al setge de Wasit el 750 a les ordes de Abu-l-Abbàs as-Saffah; es va casar amb una filla d'Abd al-Djabbar al-Azdi; el 759/760 va fer campanya al Tabaristan a les ordes de Djafar al-Mansur del que després fou camarlenc. Hauria estat nomenat governador de Kufa el 776 i del Sind el 777 (tot i que el nomenament al Sind podria haver estat ja el 776 al pujar al tron el califa al-Mahdi) i hi va restar fins a 782/783 quan fou nomenat pels governs de Tabaristan, Armènia, Palestina i Bàssora, però les fonts no s'aclareixen en l'orde. El 787 fou nomenat a l'Ifríqiya en el lloc del seu nebot Dàwud ibn Yazid ibn Hàtim al-Muhal·labí que exercia el càrrec de manera interina.
Va anar a Ifríqiya que va trobar pacificada per l'acció del seu germà Yazid ibn Hàtim al-Muhal·labi i va mantenir la pau establint bones relacions amb l'imam de Tahert. Era molt gran i es va adormir en alguna reunió i el califa en fou informat i va decidir nomenar un substitut però que no ocuparia el càrrec fins a la mort de Rawh, nomenant Nasr ibn Habib al-Muhal·labí. Aquest d'altra banda havia confiat l'administració diària al seu fill Kabisa ibn Rawh. El seu pare el va deignar successor i quan Rawh va morir el 28 de gener del 791 i el fill anava a ser investit formalment, el "barid" (cap de la policia secreta) va exhibir el nomenament d'Habib ibn Nasr, que fou reconegut (791). Però al cap d'un parell d'anys Habib fou destituït (793) i Dàwud ibn Yazid ibn Hàtim al-Muhal·labí restablert interinament, mentre el fill de Rawh, Al-Fadl ibn Rawh ibn Hàtim al-Muhal·labí, era nomenat com a governador titular, càrrec del qual va prendre possessió poc després (abril/maig del 793). Aquest fou mort en la revolta del djund (els caps militars) el novembre del 794.